# Keith Styles
Keith Styles (* im 20. Jahrhundert) ist ein ehemaliger englischer Fußballschiedsrichter.

## Sportlicher Werdegang
Styles pfiff ab den 1960er Jahren Spiele im Rahmen der Football League, im League Cup und dem FA Cup. Dabei vertrat er zeitgleich neben Arthur Holland und Harold Hackney den Fußballdistrikt von Barnsley im höherklassigen Fußball. Im Oktober 1975 machte er Schlagzeilen, als er beim mit einem 3:1-Heimsieg endenden Zweitligaspiel zwischen dem FC Southampton und der Gastmannschaft des FC Orient in der 72. Spielminute kurz nach dem 2:1-Führungstreffer des Gastgebers zusammenbrach und ein Assistent die restliche Spielführung übernehmen musste. Bis zum Sommer 1979 gehörte er dennoch zu den regelmäßig auch in der First Division eingesetzten Spielleitern, teilweise pfiff er dabei pro Spielzeit eine zweistellige Anzahl an Erstligapartien.
Am 13. August 1977 leitete Styles den Derby-Klassiker zwischen Meister FC Liverpool und Pokalsieger Manchester United im Wembley-Stadion, als die beiden Mannschaft im Spiel um den FA Community Shield aufeinander trafen. Nach einem 0:0-Remis teilten sich die Mannschaften den Titel.